# Morcilla dulce de Soria
La morcilla dulce de Soria es una morcilla típica de la provincia española de Soria, cuyos ingredientes principales son la sangre de cerdo y el arroz, a los que se añade manteca, azúcar, frutos secos, especias, pan y sal. Es un producto tradicional de la matanza del cerdo.

## Características
Las morcillas de Soria, tanto dulces como saladas, son un manjar exquisito. En cada sitio las elaboran con distintos ingredientes, aunque la sangre y la manteca sean los básicos.
A pesar de elaborarse de forma tradicional con la sangre del cerdo y arroz, existen versiones que incluyen especias naturales como canela, pan, piñones, pasas y abundante azúcar, lo que le confiere a este producto un suave y extraordinario sabor. Suelen estar embutidas en tripa de cerdo natural. Es fácil encontrarla en charcuterías de la provincia.